# Cuspidaria sulcifera
Cuspidaria sulcifera är en musselart som först beskrevs av John Gwyn Jeffreys 1882.  Cuspidaria sulcifera ingår i släktet Cuspidaria och familjen Cuspidariidae. Inga underarter finns listade i Catalogue of Life.